# Heinrich Kramer
Heinrich Kramer (latinizovaným jménem Heinrich Institoris, asi 1430 Schlettstadt – 1505 Kroměříž) byl dominikán a inkvizitor, autor knihy Malleus maleficarum.

## Život
Pocházel z chudých poměrů. Ve svém rodišti vstoupil k dominikánům. Po vychození městské latinské školy a základním studiu filosofie (1475) byl ustanoven na vlastní naléhání inkvizitorem řádové provincie Alemannia, do níž patřily i Čechy a Morava. S nevelkým úspěchem byl aktivní v boji proti husitům a Jednotě bratrské. Po procesu s židy v italském Tridentu začal Kramer pronásledovat čarodějnice. V roce 1478 ho papež Sixtus IV. jmenoval do úřadu papežského inkvizitora „per totam Alemaniam superiorem", to je pro tzv. Horní Německo čili oblast od Alsaska po Čechy. Roku 1482 byl zvolen převorem dominikánského konventu v Schlettstadtu. V prvním procesu s čarodějnicemi v Ravensburgu, kam přišel na žádost městské rady, nechal upálit dvě ženy. Za svého působení v kostnické diecézi v letech 1481 až 1485 nechal upálit nejméně 48 žen, údajně čarodějnic posedlých ďáblem. Naléhal na papeže Inocence VIII., aby jej v úsilí potírat čarodějnictví podpořil; sám Kramer necítil dostatečnou podporu ostatních duchovních ani biskupů. Papež jej podpořil bulou Summis desiderantes affectibus, která doporučila jeho potírání čarodějnictví v Horním Německu.
Zaštítěn papežskou bulou se pustil do četných čarodějnických procesů, mj. v Innsbrucku, kde však jeho počínání tvrdě narazilo a místní biskup Georg Golser jej vyzval, aby zemi opustil. V reakci na tyto ústrky ze strany církevních autorit vydal ve spolupráci s Jakobem Sprengerem roku 1486 nechvalně známou knihu Malleus maleficarum (Kladivo na čarodějnice). Ačkoli autoři nezískali pro knihu dobrozdání kolínské univerzity, kniha měla veliký ohlas, dočkala se mnoha vydání a sehrála hrůznou roli v evropských dějinách 16. až 18. století. On sám se vychloubal, že odsoudil dvě stě čarodějnic a obviňoval jako kacíře i ty, kteří popírali existenci čarodějnictví. Roku 1495 byl pozván přednášet do Benátek a až do roku 1500 byl profesorem teologie na dominikánském řádovém studiu v Salcburku.
Mezi léty 1500 až 1505 působil v českých zemích. Už dne 31. ledna 1499 ho papež Alexandr VI. pověřil, aby jako papežský nuncius a inkvizitor zasáhl proti valdenským, pikartům a jednotě bratrské v Čechách a na Moravě. V papežském breve ze dne 5. února 1500 se praví, že si ku pomoci může vybrat čtyři kazatele znalé českého jazyka, jimž má právo udělit titul mistrů teologie, a veškerou pomoc mu musí poskytnout též olomoucký biskup Stanislav I. Thurzo. Po příchodu do Prahy byl přijat králem Vladislavem Jagellonským, záhy se však přesunul na Moravu, kde se centrem jeho působení stal dominikánský klášter svatého Michaela v Olomouci. Protože v českých zemích nebylo v té době možné užít proti jednotě bratrské hrubého násilí, spočívalo těžiště Kramerovy činnosti v diskusích a polemikách s českými kacíři. Na Moravě proti nim sepsal i dva spisy, z nichž jeden vyšel v Olomouci již v roce 1501 a znovu v roce 1502: Sancte Romane ecclesie fidei defensionis clippeum aduersus waldensium seu pickardorum heresim [Štít k obraně víry svaté církve římské proti kacířství valdenských a pikhartů].
Heinrich Kramer zemřel v roce 1505 na biskupském hradě v Kroměříži.

## Kramerovy postupy
Kramerovy postupy během inkvizice byly vždy stejné. Už jeho přítomnost vzbouzela v lidech nedůvěru a strach. Při kázáních proti čarodějnicím varoval před ďábelskými hrozbami, zastrašoval lidi a podněcoval udavače, aby oznámili, zda někde neviděli někoho uhranout nebo někomu škodit. Nabízel se jako poradce v takových případech a varoval obyvatelstvo, aby takové případy nezakrývalo. Nějaké obvinění se vždy našlo, to pak Kramer rozvířil a nafoukl. Zaštiťoval se také klasickou teorií spiknutí, podle níž ďábel využíval čarodějnic, aby přivedl svět k jeho konci. Při výsleších užíval tortury, při níž bylo možné z obviněného vyzískat jakékoli doznání, a tak skončila většina jím obviněných osob „usvědčena“ a odsouzena.

## Dílo

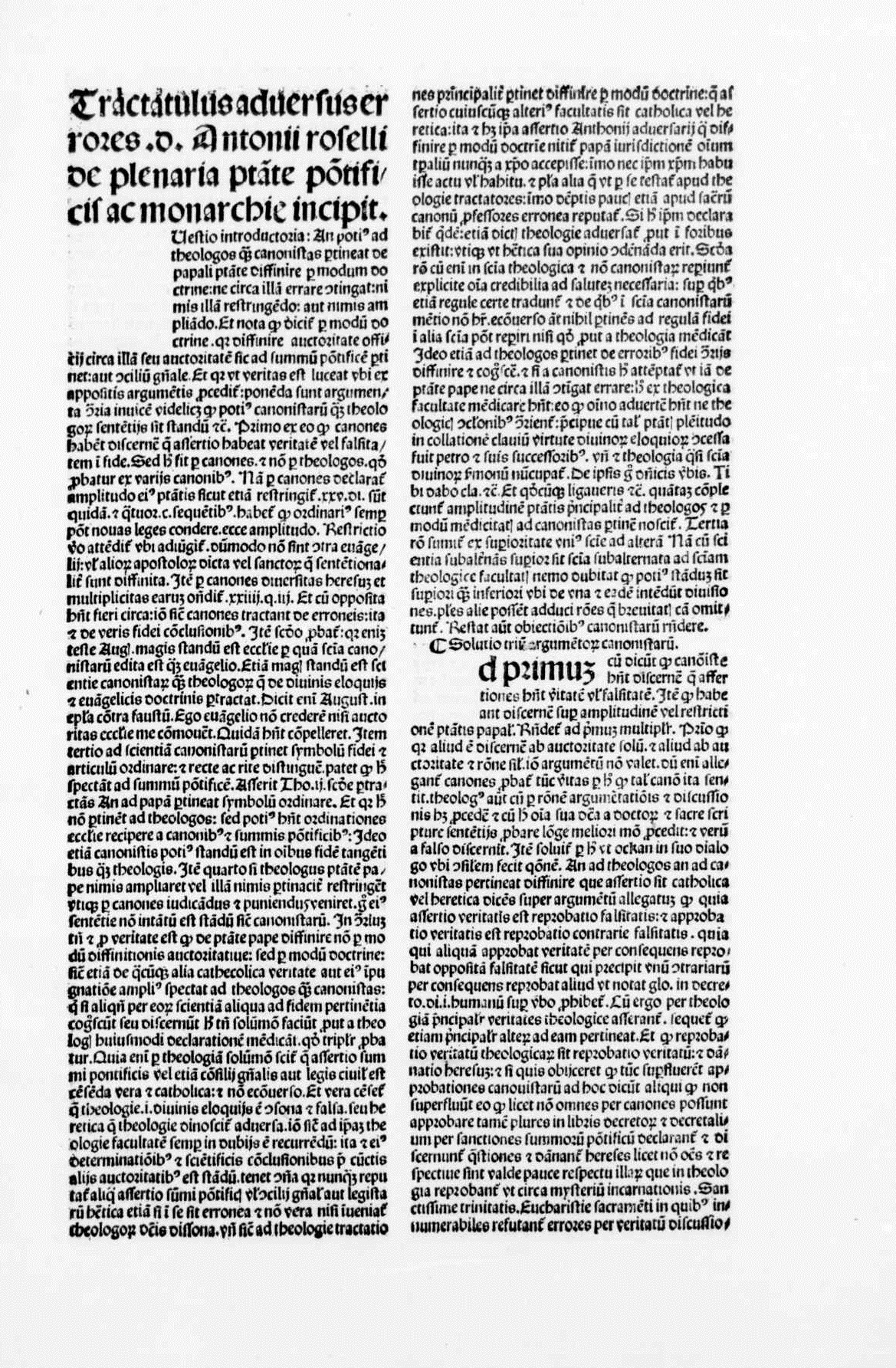
Opusculum in errores Monarchiae Antonii de Rosellis, 1499

- KRAMER, Heinrich. Kladivo na čarodějnice. 1. vydání. Překlad Jitka Lenková. Praha : Michal Zítko-Otakar II, 2000. 628 s. ISBN 80-86355-82-9. (2. vydání v témže nakladatelství vyšlo v roce 2005, ISBN 80-86355-99-3.)
  - Další vydání tohoto překladu vyšla v nakladatelství Levné knihy:
INSTITORIS, Heinrich a SPRENGER, Jakob. Kladivo na čarodějnice. 2. vydání. Překlad Jitka Lenková. [Praha]: Levné knihy a.s., 2010. 646 stran. ISBN 978-80-7309-361-7. (1. vydání v tomto nakladatelství vyšlo v roce 2006, ISBN 80-7309-361-8.)